# Piłka nożna na Letnich Igrzyskach Olimpijskich 2000 – turniej kobiet
Olimpijski turniej piłki nożnej kobiet na Letnich Igrzyskach Olimpijskich 2000 został rozegrany w Australii w dniach 13 września-28 września 2000 r. W turnieju wystartowało 8 drużyn narodowych. Mistrzyniami olimpijskimi zostały piłkarki Norwegii.

## Wyniki

### Grupa E
- 13 września, Canberra     Niemcy - Australia 3:0

   Inka Grings 35', Bettina Wiegmann 70', Renate Lingor 90+1'
   ----
- 13 września, Melbourne     Brazylia - Szwecja 2:0

   Pretinha 21', Katia 70'
   ----
- 16 września, Sydney     Szwecja - Australia 1:1

   Malin Andersson 66' (karny)
   Cheryl Salisbury 57'
- 16 września, Canberra     Brazylia - Niemcy 1:2

   Raquel 72'
   Birgit Prinz 33', 41'
- 19 września, Sydney     Australia - Brazylia 1:2

   Sunni Hughes 33'
   Raquel 56', Katia 64'
- 19 września, Melbourne     Niemcy - Szwecja 1:0

   Ariane Hingst 88'
   ----
| Drużyna   | Punkty | Bramki strzelone | Bramki stracone |
| --------- | ------ | ---------------- | --------------- |
| Niemcy    | 9      | 6                | 1               |
| Brazylia  | 6      | 5                | 3               |
| Szwecja   | 1      | 1                | 4               |
| Australia | 0      | 2                | 6               |

### Grupa F
- 14 września, Melbourne     Norwegia - USA 0:2

   ----
   Tiffeny Milbrett 18', Mia Hamm 24'
- 14 września, Canberra     Chiny - Nigeria 3:1

   Zhao Lihong 12', Sun Wen 57', 83'
   Perpetua Nkwocha 85' (karny)
- 17 września, Melbourne     USA - Chiny 1:1

   Julie Foudy 38'
   Sun Wen 67'
- 17 września, Canberra     Norwegia - Nigeria 3:1

   Dagny Mellgren 22', Hege Riise 62' (karny), Marianne Pettersen 90+3'
   Mercy Akide 78'
- 20 września, Melbourne     Nigeria - USA 1:3

   Mercy Akide 48'
   Brandi Chastain 26', Kristine Lilly 35', Shannon MacMillan 56'
- 20 września, Canberra     Norwegia - Chiny 2:1

   Marianne Pettersen 55', Margunn Haugenes 78'
   Sun Wen 75' (karny)
| Drużyna  | Punkty | Bramki strzelone | Bramki stracone |
| -------- | ------ | ---------------- | --------------- |
| USA      | 7      | 6                | 2               |
| Norwegia | 6      | 5                | 4               |
| Chiny    | 4      | 4                | 5               |
| Nigeria  | 0      | 3                | 9               |

### Półfinały
- 24 września, Sydney     Niemcy - Norwegia 0:1

   ----
   Tina Wunderlich 80' (samob.)
- 24 września, Canberra     USA - Brazylia 1:0

   Mia Hamm 60'
   ----

### Mecz o III miejsce
- 28 września, Sydney     Niemcy - Brazylia 2:0

   Renate Lingor 64', Birgit Prinz 79'
   ----

### Finał
- 28 września, Sydney     Norwegia - USA 3:2 (po dogrywce)

   Gro Espeseth 44', Ragnhild Gulbrandsen 78', Dagny Mellgren 102'
   Tiffeny Milbrett 5', 90+2'